# 레비체구

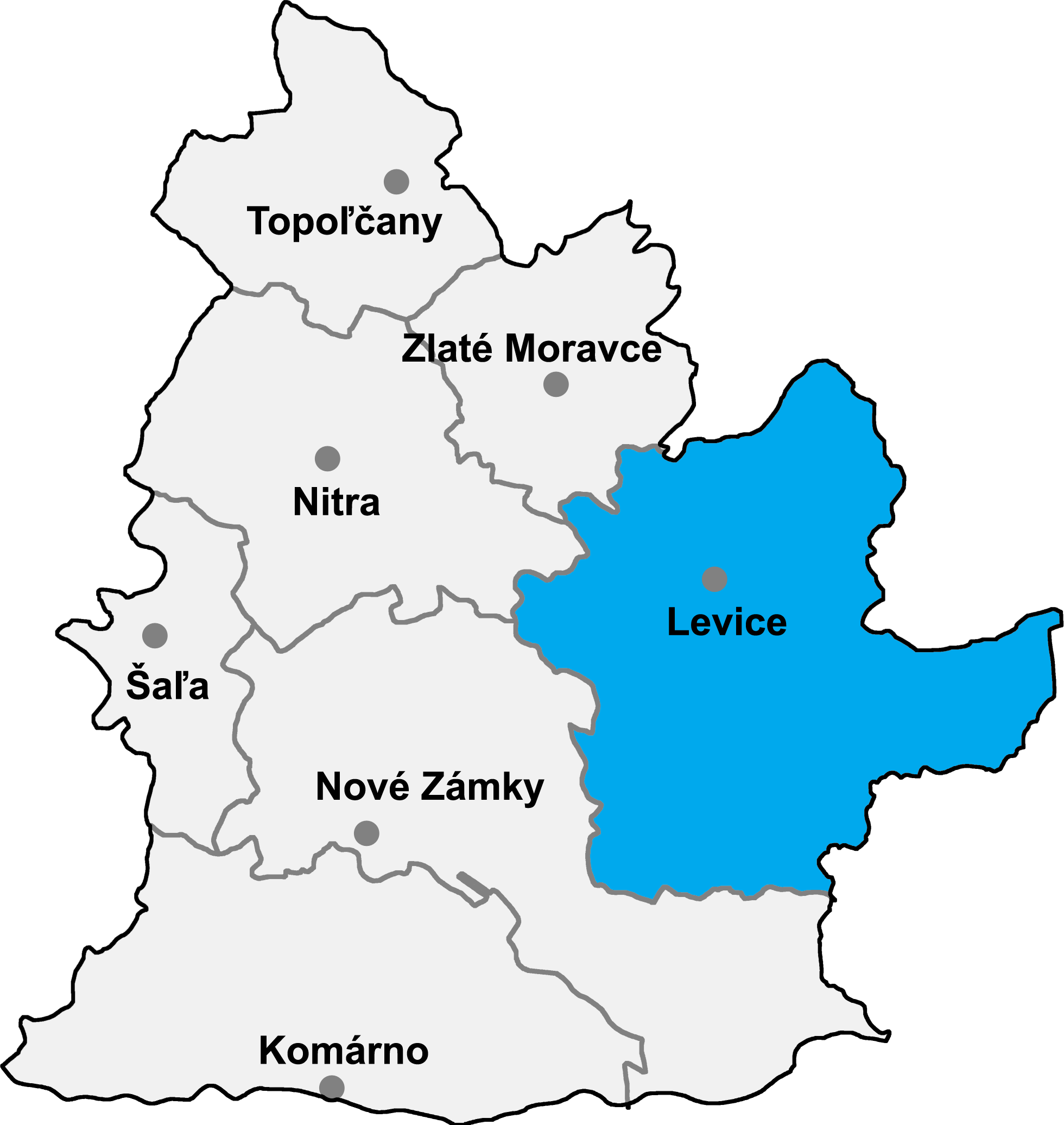
레비체구의 위치

레비체구(슬로바키아어: Okres Levice)는 슬로바키아 니트라주를 구성하는 7개 구 가운데 하나로 행정 중심지는 레비체이며 면적은 1,551.14km2, 인구는 113,511명(2014년 기준), 인구 밀도는 73.18명/km2이다.
니트라주 동부에 위치하며 89개 지방 자치체(4개 시, 85개 마을)를 관할한다. 남쪽과 서쪽으로는 노베잠키구, 북서쪽으로는 니트라구, 북쪽으로는 즐라테모라우체구, 반스카비스트리차주 자르노비차구, 북동쪽으로는 반스카비스트리차주 반스카슈티아브니차구, 동쪽으로는 반스카비스트리차주 크루피나구, 벨키크르티시구와 접하며 남쪽으로는 헝가리와 국경을 접한다.